# Niels Jespers
Niels Jespers (ca. 1986) is een Belgische bergbeklimmer.

## Carrière
Jespers begon zijn klimloopbaan in de Alpen. Na zijn studies ging hij een tijdje in het Hoogland van Bolivia wonen. Daar beklom hij bergen van 6000 hoogtemeters. Hij verlegde steeds zijn grenzen. In 2021 beklom hij de K2 (8611 m), de op een na hoogste berg, na de Mount Everest. Daar bereikte hij op woensdagochtend (CET) 28 juli de top. Hij deed dit zonder extra zuurstof. Hierdoor heeft hij minder ondersteuning nodig van sherpa's. Sinds de beklimming van de Nanga Parbat (8126 m) probeert hij zo weinig mogelijk impact te hebben op de bergen die hij beklimt.